# 이차 방정식

이차함수 의 그래프.
x축과 그래프가 만나는 점의 x좌표인 과 는 이라는 이차방정식의 해가 된다.

이차방정식(二次方程式, 영어: quadratic equation)은 최고차항의 차수가 2인 다항 방정식이다. 이차방정식은 미지수가 포함된 방정식 중에서 그 미지수가 두 번째 거듭제곱, 즉 제곱으로 나타나는 방정식을 의미한다. 
{\displaystyle ax^{2}+bx+c=0,\quad a\neq 0}
와 같고, 여기서 {\displaystyle x}는 변수, {\displaystyle a}와 {\displaystyle b}는 각각 {\displaystyle x^{2},x}의 계수라고 하며, {\displaystyle c}는 상수항이라고 부른다. 일반적으로 인수분해를 이용해 풀이한다. 여기에서 {\displaystyle ax^{2}}에서 a의 값이 -이면 아래로 내려가고 +이면 위로 올라간다. 그리고 |a|의값이 커질수록 폭은 좁아진다.
복소수 상에서 이차방정식은 두 복소수 해 실수인 근 실근과 허수인 근 허근을 갖는다. 이차방정식의 두 근은 서로 중복될 수 있고, 이 때 중복되는 두 근이 실근인지 허근인지는 관계없이  중근이라고 한다.

## 이차 방정식의 근의 공식
다음은 이차 방정식의 일반적인 해법인 근의 공식이다. 그 사용법은 다음과 같다.
{\displaystyle ax^{2}+bx+c=0}, 단, {\displaystyle a}, {\displaystyle b}, {\displaystyle c}는 실수이고 {\displaystyle a\neq 0}일 때, 이 방정식의 두 해 {\displaystyle x_{1}}, {\displaystyle x_{2}}는
{\displaystyle x_{1,2}={\frac {-b\pm {\sqrt {b^{2}-4ac\ }}}{2a}}}이고,
{\displaystyle b=2p}일 때는  {\displaystyle x_{1,2}={\frac {-p\pm {\sqrt {b^{2}-ac\ }}}{a}}}이다.
이차 방정식의 근의 공식의 다른 형태는 다음과 같다.
{\displaystyle x_{1,2}={\frac {2c}{-b\pm {\sqrt {b^{2}-4ac\ }}}}}, 단  {\displaystyle c\neq 0}일 경우에만 성립한다.
여기에서 제곱근 기호 안의 수, 즉 {\displaystyle b^{2}-4ac}를 이 이차방정식의 판별식이라고 하며, 주로 {\displaystyle D}로 나타낸다.
판별식의 값에 따라 방정식의 해는 세 가지로 나뉜다.
- 만약 판별식이 양수이면, 방정식은 서로 다른 두 실근을 갖는다.
- 만약 판별식이 0이면, 방정식은 한 개의 실근을 갖는다. 이 때의 실근을 중근이라고 한다.
- 만약 판별식이 음수이면, 방정식은 서로 다른 두 허근을 갖는다. 따라서, 실수 범위 내에서는 해가 존재하지 않는다.

따라서, 제곱근 기호 {\displaystyle {\sqrt {\;\;}}}안의 수, 즉 {\displaystyle b^{2}-4ac}는 이 이차방정식의 판별식이 된다.
제곱근 루트의 성질에 의해서 루트의 내부가 양수이면 근의 공식은 {\displaystyle \pm {\sqrt {\;\;}}}가 살아있는 {\displaystyle 2}개의 값이 되고, 루트의 내부가 {\displaystyle 0}이면 루트는 없어짐으로  {\displaystyle 1}개의 중복된 실수근을 갖게되고,
루트 내부에 음수가 존재하면 허수 {\displaystyle {\sqrt {-1\;}}}의 {\displaystyle i}가 생겨나므로 실수범위를 넘어서는 복소수체계에서 허수근을 갖게되겠다.
또한, 루트의 내부가 {\displaystyle 0}이면 루트는 없어짐으로  {\displaystyle 1}개의 중복된 실수근을 갖게 될때는,
{\displaystyle {{{-b}{\pm {\sqrt {b^{2}-4ac}}}} \over {2a}}={{{-b}{\cancel {\pm {\sqrt {0}}}}} \over {2a}}=-{{b} \over {2a}}}
따라서, 축의 방정식은 이와같이 유도되고,
따라서, 이차함수의 꼭지점과 대칭 축은   {\displaystyle -{{b} \over {2a}}} 가 된다.

### 근의 공식의 유도
이차방정식의 근의 공식의 유도과정은 다음과 같다.

좌변을 완전제곱식으로 만드는 것이다.

{\displaystyle ax^{2}+bx+c=0}에서, {\displaystyle a}는 {\displaystyle 0}이 아니므로 양변을 {\displaystyle a}로 나눌 수 있다.
이렇게 이차항 {\displaystyle x^{2}}의 계수를 {\displaystyle 1}로 만든다.
{\displaystyle \textstyle x^{2}+{\frac {b}{a}}x+{\frac {c}{a}}=0}
가 얻어지고,  상수항만 우변으로 이항하면

{\displaystyle \textstyle x^{2}+{\frac {b}{a}}x=-{\frac {c}{a}}}

일차항 {\displaystyle x}의 계수를 {\displaystyle 2}로 나누고 제곱한 상수항을 만들어 양변에 더해준다. 

{\displaystyle \textstyle x^{2}+{\frac {b}{a}}x+\left({\frac {b}{2a}}\right)^{2}=-{\frac {c}{a}}+\left({\frac {b}{2a}}\right)^{2}}

{\displaystyle \left(\textstyle x+{\frac {b}{2a}}\right)^{2}=-{\frac {c}{a}}+{\frac {b^{2}}{4a^{2}}}={-{4a^{2}c}+{ab^{2}} \over {4a^{3}}}={-{4ac}+{b^{2}} \over {4a^{2}}}}

제곱근을 취하면
{\displaystyle \ x+{\frac {b}{2a}}=\pm {\frac {\sqrt {b^{2}-4ac\ }}{2a}}}
{\displaystyle x=-{\frac {b}{2a}}\pm {\frac {\sqrt {b^{2}-4ac\ }}{2a}}={\frac {-b\pm {\sqrt {b^{2}-4ac\ }}}{2a}}} (단, {\displaystyle a\neq 0})
가 얻어진다.
이차방정식 근의공식의 유도과정 아이디어는 고차방정식의 응용면에서도 중요하게 이용된다. 또한 판별식 {\displaystyle D=b^{2}-4ac}가 {\displaystyle 0}일때, 즉 

{\displaystyle b^{2}-4ac=0} 은 방정식이 중근을 갖는, 완전제곱식이 되는 조건을 만족함을 의미한다.

{\displaystyle D=\left({b \over a}\right)^{2}-4\left({b \over 2a}\right)^{2}=0}

### 짝수 공식
이차 방정식에서 일차항의 계수 {\displaystyle b}가 짝수인 경우 {\displaystyle \scriptstyle b'={\frac {b}{2}}}를 대입하면,
위에 제시된 근의 공식을 이용하는 것보다 아래의 짝수 공식을 이용하는 쪽이 더 간단하게 표현된다.
{\displaystyle x={\frac {-b'\pm {\sqrt {b'^{2}-ac\ }}}{a}}}

##### 근의 공식을 이용한 이차 방정식의 풀이
이차 방정식 {\displaystyle x^{2}+x-1=0} 을 근의 공식을 이용하여 풀어보자.
근의 공식 {\displaystyle x_{1,2}={\frac {-b\pm {\sqrt {b^{2}-4ac\ }}}{2a}}} 에 각각 이차항, 일차항 그리고 상수항의 계수들을 대입하면

{\displaystyle x_{1,2}={\frac {-1\pm {\sqrt {1^{2}+4\ }}}{2}}}
 {\displaystyle x_{1,2}={\frac {-1\pm {\sqrt {5\ }}}{2}}}이다.

### 차 고차항 압축 정리(취른하우스 변형)에 의한  근의 공식 유도
다항 방정식에서 양변의 각항들을 해당 방정식의  최고차항( {\displaystyle n}차항)의 {\displaystyle x}의 계수, {\displaystyle a}로 나눈 다음 {\displaystyle \textstyle x=y-{b \over \mathbf {n} a}}의 형태로 치환해서 차고차항(최고차항의 바로 아랫차항)을 생략시킬 수 있는데 이러한 절차로 정리하는 것을 차고차항 압축 정리(zipping)이라고 가정했을때,
이차 방정식
{\displaystyle ax^{2}+bx+c=0}은 다음의 꼴로 정리되고,
{\displaystyle x^{2}+{b \over a}x+{c \over a}=0}
그리고
{\displaystyle y^{2}+p=0}의 꼴로 정리해서,
{\displaystyle x=y-{b \over \mathbf {n} a}}로 다시 정리하면 되겠다.
따라서,
{\displaystyle x^{2}+{b \over a}x+{c \over a}=0,\qquad x=y-{b \over \mathbf {2} a}}
{\displaystyle \left(y-{b \over \mathbf {2} a}\right)^{2}+{b \over a}\left(y-{b \over \mathbf {2} a}\right)+{c \over a}=0}
우선, {\displaystyle \left(y-{b \over \mathbf {2} a}\right)^{2}=\left(y-{b \over \mathbf {2} a}\right)\left(y-{b \over \mathbf {2} a}\right)=\left(y^{2}-{b \over 2a}y-{b \over 2a}y+\left({b \over \mathbf {2} a}\right)^{2}\right)}
{\displaystyle =\left(y^{2}-2{b \over 2a}y+\left({b \over \mathbf {2} a}\right)^{2}\right)=\left(y^{2}-{b \over a}y+\left({b \over \mathbf {2} a}\right)^{2}\right)}
따라서,
{\displaystyle \left(y^{2}-{b \over a}y+\left({b \over \mathbf {2} a}\right)^{2}\right)+{b \over a}\left(y-{b \over \mathbf {2} a}\right)+{c \over a}=0}
{\displaystyle \left(y^{2}-{b \over a}y+\left({b \over \mathbf {2} a}\right)^{2}\right)+\left({b \over a}y-{b \over a}{b \over \mathbf {2} a}\right)+{c \over a}=0}
{\displaystyle \left(y^{2}-{b \over a}y+\left({b \over \mathbf {2} a}\right)^{2}\right)+\left({b \over a}y-{b^{2} \over \mathbf {2} a^{2}}\right)+{c \over a}=0}
{\displaystyle y^{2}{\cancel {-{b \over a}y}}+\left({b \over \mathbf {2} a}\right)^{2}{\cancel {+{b \over a}y}}-{b^{2} \over \mathbf {2} a^{2}}+{c \over a}=0}
{\displaystyle y^{2}+\left({1 \over 4}\left({b \over a}\right)^{2}-{1 \over 2}\left({b \over a}\right)^{2}\right)+{c \over a}=0}
{\displaystyle y^{2}-{1 \over 4}\left({b \over a}\right)^{2}+{c \over a}=0}
{\displaystyle y^{2}-\left({b^{2} \over 4a^{2}}\right)+{c \over a}=0}
{\displaystyle y^{2}={b^{2} \over 4a^{2}}-{c \over a}}
{\displaystyle y^{2}={{ab^{2}-4a^{2}c} \over 4a^{3}}={{b^{2}-4ac} \over 4a^{2}}}
{\displaystyle {\sqrt {y^{2}}}=\pm {\sqrt {{b^{2}-4ac} \over 4a^{2}}}}
{\displaystyle y={\pm {\sqrt {b^{2}-4ac}} \over 2a}}
{\displaystyle x=y-{b \over \mathbf {n} a}}에서,
{\displaystyle x={\pm {\sqrt {b^{2}-4ac}} \over 2a}-{b \over 2a}}
{\displaystyle x={\pm {\sqrt {b^{2}-4ac}}-b \over 2a}}
{\displaystyle x={-b\pm {\sqrt {b^{2}-4ac}} \over 2a}}
여기에서도 아이디어는 좌변을 완전제곱식으로 만드는 것이다.
여기서는 완전제곱식은 {\displaystyle y^{2}}이다.
이러한 {\displaystyle {b \over \mathbf {n} a}} 값은 이차함수의 꼭지점인 축의 값과 관계있다.

## 근과 계수의 관계

### 근의 공식을 이용한 근과 계수의 관계 증명 1
{\displaystyle ax^{2}+bx+c=0}의 두 근 {\displaystyle \alpha ,\beta }를 각각
{\displaystyle \alpha ={\frac {-b+{\sqrt {b^{2}-4ac\ }}}{2a}}}
{\displaystyle \beta ={\frac {-b-{\sqrt {b^{2}-4ac\ }}}{2a}}}이라고 하면(순서는 바뀌어도 무관)
- {\displaystyle \alpha +\beta ={\frac {-b-b+{\sqrt {b^{2}-4ac\ }}-{\sqrt {b^{2}-4ac\ }}}{2a}}}

{\displaystyle \alpha +\beta ={\frac {-2b}{2a}}}

{\displaystyle \therefore \alpha +\beta =-{\frac {b}{a}}}

- {\displaystyle \alpha \beta ={\frac {b^{2}-({\sqrt {b^{2}-4ac\ }})^{2}}{(2a)^{2}}}}

{\displaystyle \alpha \beta ={\frac {b^{2}-b^{2}+4ac}{4a^{2}}}}
{\displaystyle \alpha \beta ={\frac {4ac}{4a^{2}}}}
{\displaystyle \therefore \alpha \beta ={\frac {c}{a}}}
- {\displaystyle \left|\alpha -\beta \right|=\left|{\frac {-b+{\sqrt {b^{2}-4ac\ }}+b+{\sqrt {b^{2}-4ac\ }}}{2a}}\right|}

{\displaystyle \left|\alpha -\beta \right|=\left|{\frac {2{\sqrt {b^{2}-4ac\ }}}{2a}}\right|}
{\displaystyle \therefore \left|\alpha -\beta \right|={\frac {\sqrt {b^{2}-4ac\ }}{\left|a\right|}}}
단, a는 0이 반드시 아니어야 한다.(0으로 나누기에 따르면 분모가 0일 때 값을 정의할 수 없기 때문이다.)

### 이차방정식 만들기를 이용한 근과 계수의 관계 증명 2
{\displaystyle ax^{2}+bx+c=0}의 두근 을 각 {\displaystyle \alpha ,\beta }라고 정의하고
{\displaystyle \alpha ,\beta }을 근으로 갖는 이차방정식을 {\displaystyle (x-\alpha )(x-\beta )=0}이라 한 후
이 이차방정식 앞에 계수 {\displaystyle a}(단,{\displaystyle a}는 {\displaystyle 0}이 아니다)를 붙여주면(∵ 계수를 붙이건 안 붙이건 근은 같으므로)
{\displaystyle ax^{2}+bx+c=0\iff a(x-\alpha )(x-\beta )=0}
(∵ 두 이차방정식의 해가 같으므로)

먼저 두 번째 이차방정식인 {\displaystyle a(x-\alpha )(x-\beta )=0}의 계수를 나누고 전개해주면
{\displaystyle x^{2}+(-\alpha -\beta )x+\alpha \beta } - ⓐ
또한, 첫 번째 이차방정식인 {\displaystyle ax^{2}+bx+c=0} 또한 두 번째 이차방정식을 전개할 때와 마찬가지로
최고차항 {\displaystyle ax^{2}}의 계수 {\displaystyle a}로 나눠주면
{\displaystyle x^{2}+{\frac {b}{a}}x+{\frac {c}{a}}=0} - ⓑ
ⓐ = ⓑ 이므로, 따라서
{\displaystyle -\alpha -\beta ={\frac {b}{a}},-(\alpha +\beta )={\frac {b}{a}}}
{\displaystyle \therefore \alpha +\beta =-{\frac {b}{a}}}

{\displaystyle \therefore \alpha \beta ={\frac {c}{a}}}
참고로 이 차방정식은 브라마굽타에 이어 알콰리즈미에 의해 공식이 구해졌다.

## 같이 보기
- 일차 방정식
- 삼차 방정식
- 사차 방정식
- 오차 방정식
- 육차 방정식
- 칠차 방정식
- 방정식
- 비에트 정리
- 일차 함수
- 이차 함수
- 황금비